# Папіроса

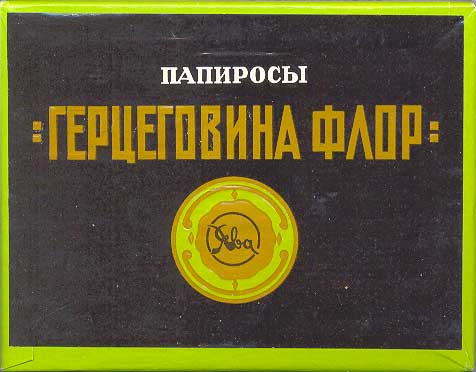
Цигарки «Герцеговина флор»

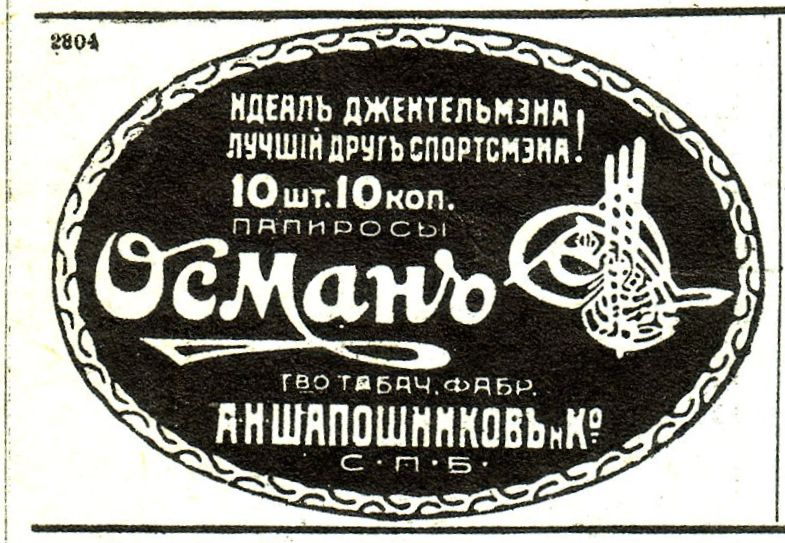
Реклама цигарок «Осман» у журналі «Нива», 1914 рік: «Папиросы „Османъ“ — идеалъ джентельмэна, лучшій другъ спортсмэна»

Папіро́са чи цига́рка — тютюновий виріб для паління, що складається з паперової гільзи, набитої тютюном. Вважається російським винаходом. Отримали популярність з другої половини XIX століття, бувши найбільш поширеним видом тютюнових виробів у Російській імперії та СРСР аж до поширення сигарет з фільтром у середині XX століття.

## Назва
Цигарки відрізняються від сигарет тим, що в них, як правило, відсутній фільтр (у деяких марок фільтр вставлений у мундштук) і властивостями паперу: на відміну від сигаретного, цигарковий папір повільно горить і самозатухає при відсутності затяжки, а не тліє.
Слово папіроса походить через російське посередництво від пол. papieros, де утворене від papier («папір») за зразком ісп. cigarros («сигари»). У сучасній польській мові словом papierosy називають звичайні сигарети.
Слово цигарка походить через нім. Zigarre і фр. cigare від ісп. cigarro («сигара»). У «Словарі української мови» Б. Д. Грінченка слово цигарка перекладається рос. папироса (слово папіроса, як і сигарета, в цьому словнику відсутнє), у СУМ-11 папіроса наведене як синонім до цигарка. У сучасній українській «цигарками» часто називають звичайні сигарети із сигаретного паперу з фільтром замість простого мундштука. Також цигарками колись називали й самокрутки.
Тонкі цигарки з тютюну в обгортці з листа кукурудзи називали пахіто́сами (ісп. pajitos від pajita — «соломинка»).

## Будова
Паперова гільза для цигарки складається з двох елементів: сорочки і вставленого в неї мундштука. Сорочка має вигляд циліндра, скріпленого подовжнім швом і виготовленого із спеціального тонкого паперу (цигаркового), здатного горіти одночасно з тютюном, не даючи присмаку. Мундштук складається з декількох витків теж спеціального, але більш товстого паперу, він призначений утримання цигарки під час куріння і охолоджування диму. Частина гільзи, вільна від мундштука і заповнена тютюном, називається куркою.

## Класифікація
Залежно від міцності тютюну, його смакових і ароматичних властивостей, кількісного співвідношення ароматичних і скелетних тютюнів, розміру і зовнішнього вигляду виробів, а також маси тютюну в ку́рці виділяють чотири класи цигарок — 1,3, 5 і 6-й (2-й і 4-й нині відсутні).
- 1-й клас: «Богатыри», «Запорожці», «Спутник», «Дніпропетровськ», «Одесские», «Черноморские», «Герцеговина Флор» та ін.;
- 3-й клас — «Казбек», «Курортные», «Новогодние», «Любительские», «Севастопольские», «Феодосийские» та ін.;
- 5-й клас — «Беломорканал», «Шахтерские», «Север» та ін.;
- 6-й клас — «Волна», «Прибой».